# Accidente aéreo del Mil Mi-8AMT de UTair
El Accidente aéreo del Mil Mi-8AMT de UTair ocurrió el 4 de agosto de 2018 en las cercanías de Krasnoyarsk, después de haber realizado el despegue, la nave se desplomó. Hubo intentos de hacer un aterrizaje forzoso sin éxito. Al parecer toda la tripulación y pasajeros han fallecido.

## Helicóptero
Es un Mil Mi-8AMT de fabricación rusa, propiedad de la empresa Vankor, filial de la petrolera Rosneft y operado por UTair.

## Investigaciones
La Comisión de Aviación Interestatal Межгосударственный авиационный комитет (МАК) abrió una investigación del orden criminal. Las investigaciones se enfocan a una posible colisión con otro helicóptero que había despegando antes, y el cual no sufrió daño alguno al aterrizar.